# Marlon Wayans
Pour les articles homonymes, voir Wayans (homonymie).
Marlon Lamont Wayans, né le 23 juillet 1972 à New York, est un acteur scénariste et producteur américain. C'est en collaborant, avec son frère Shawn Wayans, qu'il se fait connaître auprès du grand public. 
Avec la sitcom Les Frères Wayans (1995-1999) puis dans les films comiques Spoof Movie (1996), Scary Movie (2000), Scary Movie 2 (2001), FBI : Fausses blondes infiltrées (2004), Little Man (2006), Dance Movie (2009).
Il joue notamment dans des drames comme Above the Rim (1994) et Requiem for a Dream (2000), le film fantasy Donjons et Dragons (2000), le film d'action G.I. Joe : Le Réveil du Cobra (2009) et Les Flingueuses (2013).
Il poursuit avec des comédie comme Ghost Bastards (2013), Ghost Bastards 2 (2014), Cinquante nuances de black (2016), Naked (2017). Puis, la sitcom Marlon (2017-2018).

## Biographie

### Jeunesse et formation
Marlon est né à New York en 1972, fils d'Elvira Alethia, une femme au foyer et de Howell Stouten Wayans, un directeur de supermarché.
Wayans a grandi dans les banlieues new-yorkaises, c'est le plus jeune de cette fratrie de dix frères et sœurs. Il est le frère de Nadia, Shawn, Keenen Ivory, Diedre, Damon, Sr., Devonne, Dwayne et Kim. Il est allé à Fiorello H. LaGuardia Lycée de Musique et Art du Spectacle à New York.
Après avoir terminé ses études secondaires, il a fréquenté l'Université Howard à Washington, DC.

### Carrière

#### Débuts et révélation
En 1988, il signe sa première incursion au cinéma en acceptant un rôle de figurant pour I'm Gonna Git You Sucka réalisé par son frère, Keenen Ivory Wayans.
En 1993 il participe à l’émission à sketchs de son frère In Living Color (en). Entre-temps, il décroche un rôle important dans Mo' Money, une comédie d'action dans laquelle son frère, Damon Wayans occupe le role titre.
De 1995 à 1999, il partage le rôle principal dans la sitcom Les Frères Wayans avec son frère Shawn Wayans.
En 2000, l'acteur souhaitant éviter d'être cantonné à la comédie, fait ses premiers pas dans un rôle dramatique avec le film Requiem for a Dream de Darren Aronofsky, signant une prestation remarquée.
Mais c’est bel et bien grâce à la comédie potache qu'il va triompher internationalement. En effet, il produit les deux premiers films de la série Scary Movie, dans laquelle lui et Shawn ont été crédités écrivains et co-stars. Les deux premiers volets sont des succès commerciaux d'envergure. Le premier film est un succès mondial avec plus de 275 millions de dollars de recettes et 4 millions d'entrées en France.
Marlon Wayans participera à l'écriture des troisième et quatrième volet de cette série de films. Spécialisés dans la parodie de films d'horreurs, ces longs métrages ont rapporté au total plus de 818 millions de dollars au box-office à travers le monde. La franchise fut ensuite reprise par David Zucker et Malcolm D. Lee. Elle révèle notamment les actrices Anna Faris et Regina Hall.
En 2004 il joue aux côtés de Tom Hanks dans le film Ladykillers. La même année il coécrit avec ses 2 frères le film comique FBI : Fausses blondes infiltrées qui sera un succès au box-office américain.
En 2006, il remet le couvert avec ses deux frères et coécrit le film comique Little Man. Puis, sort en 2009, la comédie du même acabit Dance Movie. La même année, nouvelle incursion dans un autre registre lorsqu'il obtient un second rôle pour le film d'action G.I. Joe : Le Réveil du Cobra.

#### Production et comédies
En 2013 et 2014, il produit et joue dans Ghost Bastards 1 & 2 réalisé par Michael Tiddes, même principe que Scary Movie, il s'agit cette fois d'une parodie de la série de films Paranormal Activity.
Entre-temps, il joue dans la comédie d'action Les Flingueuses, portée par le tandem Melissa McCarthy et Sandra Bullock.
En 2016, il renouvelle sa collaboration avec le réalisateur Michael Tiddes et tourne la parodie de Cinquante nuances de Grey, Cinquante nuances de black.
En 2017, l'acteur s'engage avec la plateforme de vidéo à la demande, Netflix pour produire la comédie Naked qui lui permet de partager, à nouveau, la vedette aux côtés de Regina Hall. La même année, il joue le personnage principal d'une sitcom intitulé Marlon diffusée sur NBC, Il y officie en tant que producteur exécutif et créateur. Renouvelée pour une saison 2, cette série est ensuite annulée à cause d'une forte érosion des audiences.
En 2018, il crée et lance son premier One-man-show nommé Woke-ish, distribuée par la plateforme. L'année suivante, il est à l'affiche de la comédie Sextuplets, dans laquelle il incarne six rôles.
En 2020, il rejoint le drame On the Rocks réalisé par Sofia Coppola, pour la plateforme Apple TV. Cette production raconte l'histoire d'une jeune mère qui renoue avec son père, un playboy, dans une aventure autour de New-York.

### Vie privée
Il est le frère de Keenen Ivory Wayans, Damon Wayans et de Shawn Wayans qui sont tous les trois acteurs et également réalisateurs. C'est le plus jeune des frères Wayans.
Avec Angelica Zachary ils ont deux enfants : Kai Zackery Wayans née le 24 mai 2000, et Shawn Howell Wayans né le 3 février 2002.

## Filmographie

### Cinéma
- 1988 : I'm Gonna Git You Sucka de Keenen Ivory Wayans : un piéton
- 1992 : Mo' Money (en) de Peter McDonald : Seymour Stewart
- 1994 : Above the Rim de Jeff Pollack : Bugaloo
- 1996 : Spoof Movie de Paris Barclay : Loc Dog (également scénariste et coproducteur exécutif)
- 1997 : Le sixième homme de Randall Miller : Kenny Tyler
- 1998 : Supersens de Penelope Spheeris : Darryl Witherspoon
- 2000 : Scary Movie de Keenen Ivory Wayans : Shorty Meeks (également scénariste et producteur)
- 2000 : Donjons et Dragons de Courtney Solomon : Snails
- 2000 : Requiem for a Dream de Darren Aronofsky : Tyrone C. Love
- 2000 : The Tangerine Bear: Home in Time for Christmas! de Bert Ring : Louie Blue (voix - vidéofilm)
- 2001 : Scary Movie 2 de Keenen Ivory Wayans : Shorty Meeks (également scénariste et producteur)
- 2004 : FBI : Fausses blondes infiltrées (White Chicks) de Keenen Ivory Wayans : Marcus Copeland (également scénariste et producteur)
- 2004 : Ladykillers de Joel et Ethan Coen : Gawain MacSam
- 2006 : Little Man de Keenen Ivory Wayans : Calvin Simms (également scénariste et producteur)
- 2006 : Behind the Smile de Damon Wayans : Danny Styles
- 2007 : Norbit de Brian Robbins : Buster
- 2009 : Dance Movie de Damien Dante Wayans : Mr Moody (également scénariste et producteur)
- 2009 : G.I. Joe : Le Réveil du Cobra de Stephen Sommers : Ripcord
- 2010 : Marmaduke de Tom Dey : Lightning (voix)
- 2013 : Ghost Bastards (Putain de fantôme) (A Haunted House) de Michael Tiddes : Malcolm (également coscénariste)
- 2013 : Les Flingueuses (The Heat) de Paul Feig : Levy
- 2014 : Ghost Bastards 2 (A Haunted House 2) de Michael Tiddes : Malcolm (également scénariste et producteur)
- 2016 : Cinquante nuances de black de Michael Tiddes : Christian Black
- 2017 : Naked de Michael Tiddes : Rob Anderson (également scénariste et producteur)
- 2019 : Sextuplets de Michael Tiddes : Alan (également scénariste et producteur)
- 2020 : On the Rocks de Sofia Coppola : Dean
- 2021 : Respect de Liesl Tommy : Ted White
- 2022 : Le mauvais esprit d'Halloween : Howard Gordon (également scénariste et producteur)
- 2023 : Air de Ben Affleck : George Raveling
- 2025 : Him de Justin Tipping : Connor Dane

### Télévision

#### Émissions de télévision
- 1992-1993 : In Living Color (en) : lui-même (émission de divertissement à sketchs, 20 épisodes - également scénariste de 4 épisodes)
- 2000 : MTV Video Music Awards 2000 (monologue d'ouverture - également scénariste)

#### Séries télévisées
- 1995-1999 : Les Frères Wayans (The Wayans Bros.) : Marlon Williams (101 épisodes - également créateur, producteur de 47 épisodes et réalisateur d'un épisode)
- 1996 : The Parent 'Hood : lui-même (1 épisode)
- 1996 : Mr. Show with Bob and David : KKK Member (1 épisode)
- 1996-1997 : Waynehead : Blue (saison 1, 6 épisodes)
- 1999 : Happily Ever After : Bad Bobby (voix - 1 épisode)
- 2006 : Six Degrees : un SDF (saison 1, épisode 4)
- 2011 : Childrens Hospital : Dr. Black (saison 3, épisode 3)
- 2013 : Second Generation Wayans : Marlon Wayans (saison 1, épisodes 1 et 5)
- 2013 : Legit : Docteur (saison 1, épisode 13)
- 2016 : Animals. : Ry-Ry (voix - saison 1, épisode 8)
- 2017-2018 : Marlon : Marlon Wayne (rôle principal - 20 épisodes, également scénariste et producteur exécutif)

#### Téléfilms
- 2006 : Thugaboo: A Miracle on D-Roc's Street de Shawn Wayans : Dirty / Money (voix - également scénariste)

### Spectacle
- 2018 : Woke-ish (stand-up - également scénariste et producteur exécutif)

### Clip vidéo
- 2018 : Just My Type de Tiana

### En tant que scénariste
- 1993 : Soul Train Comedy Awards (émission de télévision)
- 2006 : Thugaboo: Sneaker Madness de Shawn Wayans (téléfilm d'animation - également producteur exécutif)
- 2008 : The Life and Times of Marcus Felony Brown de Marcus Raboy (en) (téléfilm - également producteur exécutif)

### En tant que producteur
- 2013 : Second Generation Wayans (série télévisée, 10 épisodes)

## Distinctions
- Sauf indication contraire ou complémentaire, les informations mentionnées dans cette section proviennent de la base de données IMDb[8].

### Récompenses
- 2004 : BET Comedy Awards du meilleur scénario pour un film au box-office pour FBI : Fausses blondes infiltrées (2004) partagé avec Keenen Ivory Wayans, Shawn Wayans, Andrew McElfresh, Michael Anthony Snowden et Xavier Cook
- 27e cérémonie des Razzie Awards 2007 :
  - Razzie Awards du pire couple pour Little Man (2006) partagé avec Kerry Washington et Shawn Wayans
  - Razzie Awards du pire acteur pour Little Man (2006) partagé Shawn Wayans
- TV Land Awards 2012 : meilleure distribution pour In Living Color

### Nominations
- 1996 : Awards Circuit Community Awards de la meilleure distribution pour Spoof Movie[9]
- 1998 : Kids' Choice Awards du meilleur acteur dans une série télévisée pour The Wayans Bros. (1995) partagé avec Shawn Wayans
- 2001 : Online Film Critics Society Awards de la meilleure distribution pour Requiem for a Dream (2000) Jared Leto, Jennifer Connelly et Ellen Burstyn
- 2001 : Black Reel Awards du meilleur acteur dans un second rôle pour Requiem for a Dream (2000)
- 2001 : Chlotrudis Awards du meilleur acteur dans un second rôle pour Requiem for a Dream (2000)
- 2001 : Blockbuster Entertainment Awards du meilleur acteur dans une comédie pour Scary Movie (2000)
- 2004 : BET Comedy Awards du meilleur acteur pour un film au box-office pour FBI : Fausses blondes infiltrées (2004)
- Razzie Awards 2005 :
  - Razzie Awards du pire scénario pour FBI : Fausses blondes infiltrées (2004) partagé avec Keenen Ivory Wayans, Shawn Wayans, Andrew McElfresh, Michael Anthony Snowden et Xavier Cook
  - Razzie Awards du pire duo à l'écran pour FBI : Fausses blondes infiltrées (2004) partagé avec Shawn Wayans
  - Razzie Awards de la pire actrice pour FBI : Fausses blondes infiltrées (2004) partagé avec Shawn Wayans
- 2007 : MTV Movie Awards du meilleur baiser pour Little Man (2006) partagé avec Brittany Daniel
- 2007 : Razzie Awards du pire scénario pour Little Man (2006) partagé avec Keenen Ivory Wayans et Shawn Wayans
- 2010 : Razzie Awards du pire acteur dans un second rôle pour G.I. Joe: The Rise of Cobra (2009)

## Voix françaises
En France, Lucien Jean-Baptiste a été la première voix régulière de Marlon Wayans, avant d'être remplacé par Jean-Baptiste Anoumon. 
En France
| - Jean-Baptiste Anoumon dans : - Les Flingueuses - Naked - On the Rocks - Le Mauvais Esprit d'Halloween - Bel-Air (série télévisée) - Air - Lucien Jean-Baptiste dans : - Spoof Movie (1er doublage) - Ladykillers - FBI : Fausses blondes infiltrées - Little Man - Norbit - Vincent Barazzoni, dans : - Les Frères Wayans (série télévisée) - Scary Movie - Scary Movie 2 | - Diouc Koma dans : - Ghost Bastards (Putain de fantôme) - Respect Et aussi - David Krüger dans Mo' Money, plus de blé - Nicolas Matthys (Belgique) dans Spoof Movie (2d doublage) - Fabrice Josso dans Supersens - Xavier Thiam dans Donjons et Dragons - Ludovic Baugin dans G.I. Joe : Le Réveil du Cobra - Franck Sportis dans Marlon (série télévisée) - Frantz Confiac dans Les Sextuplés |

Au Québec